# Aglaojoppa paradisea
Aglaojoppa paradisea là một loài tò vò trong họ Ichneumonidae.